# Фолл-Ривер (округ, Південна Дакота)
Шаблон:StateAbbr_ 43°15′ пн. ш. 103°31′ зх. д. / 43.25° пн. ш. 103.52° зх. д.
Округ  Фолл-Ривер (англ. Fall River County) — округ (графство) у штаті  Південна Дакота, США. Ідентифікатор округу 46047.

## Історія
Округ утворений 1883 року.

## Демографія
За даними перепису 
2000 року 
загальне населення округу становило 7453 осіб, зокрема міського населення було 4000, а сільського — 3453.
Серед мешканців округу чоловіків було 3900, а жінок — 3553. В окрузі було 3127 домогосподарств, 1976 родин, які мешкали в 3812 будинках.
Середній розмір родини становив 2,82.
Віковий розподіл населення поданий у таблиці:
| Стать    | До 15 років | 15-21 | 22-29 | 30-39 | 40-49 | 50-65 | 65-85 | Понад 85 |
| -------- | ----------- | ----- | ----- | ----- | ----- | ----- | ----- | -------- |
| Чоловіки | 748         | 369   | 194   | 365   | 597   | 781   | 774   | 72       |
| Жінки    | 568         | 293   | 205   | 362   | 594   | 703   | 688   | 140      |

## Суміжні округи
- Кастер — північ
- Оглала-Лакота — схід
- Доз, Небраска — південний схід
- Сіу, Небраска — південь
- Найобрара, Вайомінг — захід

## Виноски
1. ↑  US Decennial Census. US Census Bureau. Архів оригіналу за 26 квітня 2015. Процитовано 24 березня 2015.
2. ↑  Historical Census Browser. University of Virginia Library. Архів оригіналу за 11 серпня 2012. Процитовано 24 березня 2015.
3. ↑  Forstall, Richard L., ред. (27 березня 1995). Population of Counties by Decennial Census: 1900 to 1990. US Census Bureau. Процитовано 24 березня 2015.
4. ↑  Census 2000 PHC-T-4. Ranking Tables for Counties: 1990 and 2000 (PDF). US Census Bureau. 2 квітня 2001. Процитовано 24 березня 2015.
5. ↑  State & County QuickFacts. Бюро перепису населення США. Архів оригіналу за 7 червня 2011. Процитовано 25 листопада 2013. [Архівовано 2011-06-07 у Wayback Machine.](англ.) Наведено за англійською вікіпедією.
6. ↑  American FactFinder. Бюро перепису населення США. Архів оригіналу за 26 лютого 2012. Процитовано 31 січня 2008. [Архівовано 2008-05-21 у Wayback Machine.]

| США | Це незавершена стаття з географії США. Ви можете допомогти проєкту, виправивши або дописавши її. |